# Лундишев Віктор Миколайович
Лундишев Віктор Миколайович — український політик; керівник виборчого штабу Партії «Відродження» в Хмельницькій області (2005—2006).
Н. 12 квітня 1946 (місто Кам'янець-Подільський, Хмельницька область); українець; батько Микола Олександрович (1907—1981); мати Ніна Францівна (1914); дружина Тетяна Олександрівна (1954); дочки Іоланта (1969) і Наталія (1986).
Освіта: Київський політехнічний інститут (1968—1974), інженер-електрик, «Електропостачання промислових підприємств, міст і сільського господарства».
- 09.1961-12.1965 — учень, Кам'янець-Подільський індустр. тех-м.
- 01.1966-06.1968 — служба в армії.
- 08.1968-09.1969 — електрик, 09.1969-03.1971 — інженер-електрик, Кам'янець-Подільський приладобуд. з-д.
- 04.1971-02.1973 — інженер-конструктор, 02.1973-02.1976 — начальник електроцеху, 02.1976-10.1978 — начальник монтажно-складального цеху, Хмельницький ЗТП.
- 10.1978-01.1980 — начальник виробничо-диспетчер. відділу, ВО «Укрелектроапарат».
- 01.1980-06.1983 — директор, Коломийський з-д комплектних розподільчих пристроїв Хмельн. ВО «Укрелектроапарат».
- 06.1983-12.1988 — заступник начальника, Хмельн. обл. упр. матеріально-тех. постачання і збуту Держпостачу УРСР.
- 12.1988-04.1990 — заступник начальника Головного планово-ек. упр. — начальник комплексу координації розвитку галузей нар. господарства і міжгалузевих виробництв, 04.1990-04.1991 — заступник голови облвиконкому — начальник Головного планово-економічного управління, 04.1991-04.1992 — заступник голови облвиконкому — голова ком-ту з економіки, Хмельницький облвиконком.
- 04.1992-07.1994 — 1-й заступник глави, Хмельницька облдержадміністрація[1][2].
- 07.1994-10.1995 — заступник голови з виконавчої роботи з питань промисловості і транспорту, Хмельницька облрада нар. деп.
- 07.1996-09.1998 — начальник, «Хмельницькбудзамовник».
- 09 вересня 1998-12 липня 2004 — голова, Хмельницької облдержадміністрації[3][4].
- 09.2004-02.2005 — перший заступник Міністра транспорту та зв'язку України у зв'язках з Верховною Радою України[5][6].

Заслужений працівник промисловості України (09.2002). Орден «За заслуги» III ступеня (04.2001).
Державний службовець 1-го рангу (02.1999).
Захоплення: рибальство.

## Джерело
- Довідка [Архівовано 30 серпня 2021 у Wayback Machine.]